# Gjakova (rejon statystyczny Kosowa)
Gjakova (alb.: Rajoni i Gjakovës; serb.: Ђаковички округ, Đakovički okrug; tur.: Yakova İli) – jeden z siedmiu rejonów statystycznych w Kosowie którego siedzibą jest miasto o tej samej nazwie.

## Podział administracyjny
W rejonie tym znajduje się 4 miasta będące jednocześnie siedzibami gmin, oraz 170 wsi i osiedli:
| Gmina                                         | Liczba ludności (2011) | Powierzchnia (km²) | Gęstość zaludnienia (os./km²) | Wsi i osiedla |
| --------------------------------------------- | ---------------------- | ------------------ | ----------------------------- | ------------- |
| Gjakova                                       | 94 557                 | 587                | 161,1                         | 91            |
| Orahovac                                      | 55 053                 | 276                | 199,5                         | 32            |
| Deçan                                         | 38 984                 | 180                | 216,6                         | 37            |
| Junik                                         | 6 078                  | 86                 | 70,7                          | 10            |
| Łącznie w całym rejonie statystycznym Gjakova | 194 672                | 1 129              | 172,4                         | 170           |

### Większe wsi i osiedla gmin
| Deçan: |
| --- |
| - Baballoq/Babaloć - Beleg - Dashinovc/Dašinovac - Deçan - Ratishi i Ultë/Donji Ratist - Strellci i Ultë/Donji Streoc - Drenovc/Drenovac - Dubovik - Gllogjan/Glodjane - Carrabreg I Epërm/Gornji Crnobreg - Ratishi i Epërm/Gornji Ratis - Strellc i Epërm/Gornji Streoc - Gramaçel/Gramocelj - Hulaj - Isniq/Istinić - Kodrali - Lpushë/Ljubuša - Lumbardh - Maznik - Papiq - Prapacan - Pobërgjë/Pobrdje - Pozhar - Prilep/Prelep - Rastavicë - Rrzniq I - Rrzniq II - Shaptej - Slup - Voksh |

| Gjakova |
| --- |
| - Babaj Boks/Babaj i Bokës - Bardhasan - Botushë - Bec - Berjahë - Bishtrazhin/Bistražin - Brekovc - Brovina - Qerret/Ćeret - Qerim/Ćerim - Cërmjan/Crmljane - Damjan - Deva - Gjakova - Doblibarë - Dobriqë/Dobric - Novosellë e Poshtme/Donje Novo Selo - Dujakë - Hereç/Erec - Firza - Goden - Novosellë e Epërme/Gornje Novo Selo - Gërqina/Grćina - Gërgoc - Gusk - Jabllanicë/Jablanica - Jahoc - Janosh - Kodralija – Beckë/Kodralija – Becka - Korenica - Koshare/Košare - Kralane - Kushavec/Kuševac - Lipovec - Marmullë - Meqë/Meca - Orizë/Meja Orize - Moglica - Molliq/Molić - Novokaz - Osek Hilë/Osek Hilja - Osek Paša / Osek Pashë - Paljabarda / Palabardhë - Petrušan / Pjetershtan - Ponosevac / Ponoshec - Popovc - Racë - Rracaj - Radoniq - Rakoc - Ramoc - Rogova I - Rogovë II - Zidi Sadikagës - Sheremet - Shishman I Bokes - Skivjan - Smaçë - Smolicë - Stubell - Trakaniq - Ujez - Vogocë - Vraniq - Zhabel - Zhdrellë - Zhub - Zulfaj |

| Orahovac |
| --- |
| - Bellacrkvë/Bela Crkva - Bratotinë - Brestovc - Brnjaq/Brnjaća - Celina - Çifllëk/Čiflak - Damnjan - Dobridoll/Dobri Dol - Potoçani i Ultë/Donje Potocane - Dranovc - Gexhë/Gedža - Potoçani i Epërm/Gornje Potocane - Koznik - Kramovik - Hoca e Vogël/Mala Hoca - Mrasor - Nashpal/Naspale / - Nogavc - Opterushë/Opteruša - Orahovac / Rahovec - Petkoviq/Petković - Polluzha/Poluža - Pustosellë/Pusto Selo - Radostë - Ratkovc - Retimlë/Retimlje - Sanovc - Sopniq/Sopnić - Velika Hoča/Hoca i Madhe - Krusha e Madhe/Velika Kruša - Vranjak - Zatriq/Zatrić - Zoçishtë/Zočište - Xërxë/Zrze |

| Junik                                        |
| -------------------------------------------- |
| - Jasić-Đocaj / Jasiq-Gjocaj - Junik / Junik |

## Kody pocztowe
| Kody pocztowe Kosowa – 50000 Gjakova |         |            |       |
| Rejon administracyjny | Gmina   | Nazwa      | Kod   |
| Gjakova | Gjakova | Gjakova    | 50000 |
| Gjakova | Gjakova | Gjakova 1  | 50010 |
| Gjakova | Gjakova | Gjakova 4  | 50040 |
| Gjakova | Gjakova | Gjakova 5  | 50050 |
| Gjakova | Gjakova | Gjakova 6  | 50060 |
| Gjakova | Gjakova | Gjakova 7  | 50070 |
| Gjakova | Gjakova | Gjakova 8  | 50080 |
| Gjakova | Gjakova | Gjakova 9  | 50090 |
| Gjakova | Gjakova | Gjakova 10 | 50100 |
| Gjakova | Gjakova | Bishtazhin | 50500 |
| Gjakova | Deçan   | Deçan      | 51000 |
| Gjakova | Deçan   | Junik      | 51050 |
| Source: Post and Telecommunications of Kosovo J.S.C. (PTK) List of postal codes. ptkonline.com. [zarchiwizowane z tego adresu (2006-06-30)]. |         |            |       |